# Hydrornis
Hydrornis és un gènere d'ocells de la família dels pítids (Pittidae). El gènere conté tretze espècies, que es troben al sud-est asiàtic. Anteriorment, el gènere estava fusionat amb el gènere Pitta, però un estudi del 2006 va dividir la família en tres gèneres.

## Taxonomia
En un moment donat, les pites es van classificar totes dins del gènere Pitta, l'únic gènere de la família Pittidae, però quan un estudi filogenètic molecular del 2006 va descobrir que en realitat les pites formaven tres grups separats, el gènere es va dividir i algunes espècies es van traslladar a dos gèneres ressuscitats, Erythropitta i Hydrornis.
Hydrornis havia estat introduït pel zoòleg anglès Edward Blyth el 1843 amb la pita de clatell blau (Hydrornis nipalensis) com a espècie tipus.
El nom Hydrornis combina les paraules del grec antic «hudōr» que significa “aigua” i «ornis», “ocell”.
Les pites del gènere Hydrornis tenen un plomatge sexualment dimòrfic, una característica que està absent en totes les altres pites. També per a les espècies que s'han estudiat, els juvenils tenen un plomatge críptic típic com si tinguessin taques.
Segons la Classificació del Congrés Ornitològic Internacional (versió 15.2, 2025) aquest gènere està format per 13 espècies:
- Hydrornis phayrei - pita orelluda
- Hydrornis caeruleus - pita gegant
- Hydrornis oatesi - pita canyella
- Hydrornis schneideri - pita de Schneider
- Hydrornis nipalensis - pita de clatell blau
- Hydrornis soror - pita de carpó blau
- Hydrornis irena - pita barrada de Malàisia
- Hydrornis guajanus - pita barrada de Java
- Hydrornis schwaneri - pita barrada de Borneo
- Hydrornis baudii - pita capblava
- Hydrornis cyaneus - pita blava
- Hydrornis gurneyi - pita de Gurney
- Hydrornis elliotii - pita d'Elliot